# Wilhelm Mohnke
Wilhelm Mohnke (15 de març de 1911, Lübeck (Imperi Alemany) - 6 d'agost de 2001, Barsbüttel (Alemanya)) fou un militar alemany. Es va afiliar al Partit nazi el setembre de 1931 i va ser un dels 120 membres originaris de la SS del Personal de Guàrdia (Stabswache) "Berlin", formada el 1933. Fou un dels generals que va romandre amb Adolf Hitler fins a la fi de la Segona guerra mundial.
Mohnke va veure acció en diversos fronts amb la 1a Divisió Leibstandarte SS Adolf Hitler a França, Polònia i els Balcans. Durant aquesta època es presumia la seva implicació en crims de guerra.
Després de diversos intents fallits d'introduir una brigada Panzer al Leibstandarte, va ser transferit a un batalló de reemplaçament fins que se li va donar l'ordre d'un regiment a la 12a Divisió Panzer SS Hitlerjugend. Va lluitar amb aquest en la Batalla de Caen. Per la seva conducta destacada durant el combat, va rebre la Creu de Ferro dels Cavallers de l'ordre de la Creu de Ferro l'11 de juliol de 1944. Després de participar en la major part de la campanya francesa, se li va deixar a càrrec de la seva divisió original, la Leibstandarte, per a l'operació Wacht Am Rhein, que va començar el 16 de desembre de 1944.
Va servir fins a l'últim dia de la guerra a Europa, durant la Batalla de Berlín, va comandar el Kampfgruppe Mohnke, estant a càrrec de defensar el districte governamental de Berlín, incloent el Reichstag (anomenat Die Zitadelle (La ciutadella)).

## Inicis
Mohnke va néixer a Lübeck el 15 de març de 1911. El seu pare, amb qui compartia el mateix nom, era fuster. Després de la mort d'aquest, va anar a treballar a una fàbrica de vidre i porcellana, aconseguint eventualment una posició en la direcció. Mohnke es va unir al partit Nazi l'1 de setembre de 1931 i al SS dos mesos després.

## Servei
Mohnke dirigir la 5a companyia del 2n Batalló del Regiment d'Infanteria Leibstandarte SS Adolf Hitler a l'inici de la Batalla de França el 1940, prenent control del 2n Batalló el 28 de maig, després que el comandant fos ferit. Per aquesta època Mohnke va ser acusat d'estar embolicat en l'assassinat de 80 presoners de guerra britànics de la 48 Divisió, propera a Wormhoudt. Mai va ser portat a judici per aquestes acusacions i el cas va ser reobert el 1988, un fiscal alemany va arribar a la conclusió que no hi havia proves suficients per presentar càrrecs. Mohnke va negar rotundament les acusacions, dient "Jo no vaig emetre cap ordre per prendre presoners Anglesos o per executar-los ."
Quatre anys després, novament el seu nom es va esmentar en la comissió de crims de guerra, aquest cop sent comandant de la 1a Divisió SS Leibstandarte SS Adolf Hitler, on unitats sota el seu comandament van ser acusades de la cometre la massacre de Malmedy. Així mateix es deia que va ser responsable de l'assassinat de 35 presoners de guerra canadencs amb la divisió Hitlerjugend a Fontenay-le-Pesnel, nord de França.
Wilhelm Mohnke va ser capaç de viure la resta dels seus anys en pau. Va morir a la localitat costanera de Damp, prop de Eckernförde a Schleswig-Holstein, l'agost de 2001, a l'edat de 90 anys.